# Andrena vulpicolor
Andrena vulpicolor là một loài Hymenoptera trong họ Andrenidae. Loài này được Cockerell mô tả khoa học năm 1897.